# Pierre Haski
Pierre Haski (Tunis, Tunísia, 8 d'abril de 1953) és un periodista francès.
El 1974 va obtenir el diploma del Centre de Formació de Periodistes (CFJ) de París. A partir d'aquell any va començar a treballar a l'Agència France-Presse de la qual va ésser corresponsal a Àfrica del Sud (1976-1980).
El 1981 col·labora amb el diari Libération, dedicant-se a temes internacionals, primer a la secció d'Àfrica i més endavant a la secció diplomàtica. El 1993 és corresponsal a Jerusalem. Torna a París el 1995 i esdevé Cap del servei internacional i redactor en cap adjunt.
L'any 2000 Libération l'envia com a corresponsal a Pequín, on viu cinc anys i on manté el blog «Mon journal de Chine», però les autoritats xineses van bloquejar el seu accés durant un temps. El 2006 va ser director adjunt de la redacció fins que el 2007 va deixar Libération.
El 2007 va ser cofundador del lloc de la web independent Rue89, creat juntament amb ex-periodistes de Libération com Arnaud Aubron, Michel Lévy-Provençal, Laurent Mauriac i Pascal Riché. El seu finançament es basa en la publicitat, donatius i l'oferta de serveis. Rue 89 proporciona informació a tres bandes: la dels periodistes, la dels expertos i la dels internautes. Així combinen les contribucions dels aficionats i les dels professionals. Tenen una secció local, Marseille89 i una secció d'economia, Eco89. També té dos llocs paral·lels: Street89 (en anglès) i Calle89 (en castellà).
A partir del setembre 2007 va ser cronista a Europe 1.